# آلگستون

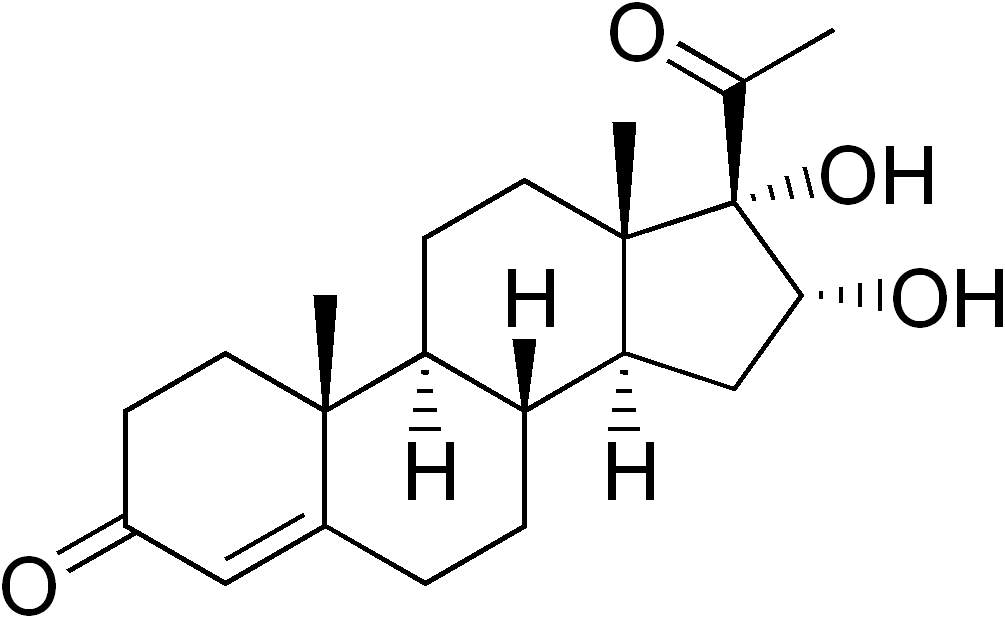
فرمول شیمیایی آلگستون

آلگستون (به انگلیسی: Algestone) با فرمول شیمیایی C۲۱H۳۰O۴ یک ترکیب شیمیایی با شناسه پاب‌کم ۱۱۶۸۷ است. که جرم مولی آن ۳۴۶٫۴۶ گرم بر مول می‌باشد.